# Betty Ruth
Ruth Betty Pérez, conocida como Betty Ruth (Tolima, Colombia, 1 de agosto de 1929-Caracas, Venezuela 23 de febrero de 2025), fue una actriz venezolana, considerada como una de las actrices más importantes de la televisión venezolana y, por ese motivo, también es conocida como una de Las Damas de la Televisión de ese país.

## Biografía
A pesar de haber nacido en Colombia ha desarrollado casi toda su carrera en Venezuela desde que arribó al país en los años 50, trabajando mayormente como actriz de carácter y de reparto, aunque no se haría ampliamente conocida hasta 1972 cuando intervino en la telenovela María Teresa, la cual le dio la fama en el territorio nacional y le abrió camino para participar en numerosos dramáticos venezolanos de las distintas cadenas televisivas (especialmente en Venevisión, en donde trabajó por varias décadas).
En su trayectoria artística, que arrancó en mayo de 1947, ha hecho también cine y teatro. Del cine dice que en su visión particular es muy frío, no le despierta emociones y prefiere la televisión.
Falleció el 23 de febrero de 2025 en Caracas por causas naturales.

## Filmografía parcial

### Televisión
- 2015 - Vivir para amar - Petrolina
- 2008 - Nadie me dirá cómo quererte - Eugenia Vda. de Aristigueta
- 2007 - Toda una dama - Ana María Aguirre
- 2007 - Mi prima Ciela - Aurelia De Muñoz
- 2006 - Chao Cristina - Doña Aurora de Paiva
- 2003 - La Invasora - Francisca
- 2002 - La mujer de Judas - Berenice Vda. Del Toro
- 2000 - Hechizo de amor - Crisana Hernández
- 1999 - Mujercitas - Madre Superiora
- 1997 - A Todo Corazón - Directora Chacín
- 1996 - La llaman Mariamor - Serafina
- 1994 - Cruz de nadie - Maria Cleotilde
- 1993 - Sirena - Guillermina
- 1992 - Piel - Altagracia
- 1992 - La loba herida - Rocío Algarbe
- 1990 - Emperatriz - Victoria ¨Mamma¨
- 1990 - Maribel
- 1988 - Niña Bonita - Altagracia León
- 1987 - Y la luna también- Doña Leticia Vda. De Anselmi
- 1986 - Esa muchacha de ojos café - Lourdes
- 1986 - El sol sale para todos -  Chabela
- 1985 - Las amazonas - Ramona
- 1985 - Diana Carolina - Marcela de Ledesma
- 1983 - La venganza -  Antonia Juana "Toña"
- 1982 - Lo que no se perdona
- 1982- La Bruja
- 1981- Sorángel - Lucrecia
- 1981 - Mi mejor amiga - Carolina
- 1981 - María Fernanda - Clemencia
- 1980 - Pesadilla
- 1980 - Buenos días, Isabel - Lucrecia
- 1979 - Emilia - Inés
- 1979 - Rosángela - Martiriqueña
- 1978 - María del Mar - Juana
- 1977 - La Zulianita - Julia
- 1977 - Rafaela - Maria
- 1976 - Daniela - Elena
- 1975 - Mariana de la noche - Isabel Montenegro
- 1975 - Mama (telenovela)
- 1975 - Mi hermana gemela - Emilia de Anselmi
- 1975 - Una muchacha llamada Milagros - Lucrecia
- 1973 - Peregrina - Aurora
- 1972 - Lucecita - Graciela
- 1972 - María Teresa - Bertha
- 1968 - El milagro de Lourdes

### Cine
- 1993 - The Dead Talk Back - Sarah Sthoil
- 1986 - Reinaldo Solar
- 1981 - El regreso de Sabina
- 1978 - El rebaño de los ángeles